# Van Rossem in Amerika
Van Rossem in Amerika was een televisieprogramma van de Nederlandse publieke omroep EO, gepresenteerd door Maarten van Rossem. In een serie van vier afleveringen ging Van Rossem kriskras door Amerika op zoek naar het christelijk geloof: via New Orleans naar Washington D.C. en New York.